# Державний театр юного глядача Латвійської РСР
Державний театр юного глядача Латвійської РСР імені Ленінського комсомолу (латис. Ļeņina komjaunatnes Latvijas PSR Valsts Jaunatnes teātris) — драматичний театр, який працював у Ризі з 1941 по 1992 рік.

## Історія театру
Театр відкрився невдовзі після утворення Латвійської РСР. Першими режисерами були Рудольф Балтайсвілкс та Емілія Вієстуре. Крім того, Рудольф Балтайсвілкс став директором і художнім керівником театру.
У формуванні нового колективу видатну роль відіграла колишня актриса Робочого театру Марія Мієзіте, згодом завідувачка репертуарного відділу та трупи театру.
Під час війни театр не функціонував та відновив свою діяльність лише після звільнення Риги.
З 1946 року в театрі діяли дві трупи - латиська та російська, кожна з яких здійснювала самостійні постановки.
1955 року театру було присвоєно ім'я Ленінського комсомолу, 1969 року за творчі здобутки театр був нагороджений орденом «Знак Пошани».
З 1989 до 1992 року називався Молодіжним театром. У 1992 році, після підписання договору про реорганізацію до Нового Ризького театру, Молодіжний театр припинив існування.

## Головні режисери театру
- 1941 — Рудольф Балтайсвілкс
- 1945 — Теодор Кугренс
- 1946-1954 — Борис Праудін
- 1955-1959 — Павло Хомський
- 1959-1961 — Володимир Маланкін
- 1964-1992 — Адольф Шапіро

Режисери:
- Баболіня Т.
- Бірковс Алвіс
- Бормане О.
- Вавер А.
- Васильєв Анатолій
- Дейч Фелікс
- Дехтяр О.
- Кренбергс Імантс
- Лініньш Арнольд
- Петерсонс Петеріс
- Хомський Павло
- Шапіро Адольф
- Шейко Микола

Художники-сценографи:
- Березень Китаїв
- Олександр Орлов
- Лев Герцмарк
- Дайліс Рожлапа
- Фрейбергс Андріс

Режисери:
Художники-сценографи:
- Март Китаєв
- Олександр Орлов
- Лев Герцмарк
- Дайліс Рожлапа
- Фрейбергс Андріс